# Europese kampioenschappen judo 2009
De Europese kampioenschappen judo 2009 waren de twintigste editie van de Europese kampioenschappen judo en werden gehouden in Tbilisi, Georgië, van vrijdag 24 april tot en met zondag 26 april 2009. 

## Deelnemers
Nederland nam met zes mannen en zes vrouwen deel aan het EK. Bryan van Dijk (schouder) en Carola Uilenhoed (knie) ontbraken vanwege blessures 

### Nederland
Mannen
– 60 kg — Ruben Houkes
– 66 kg — Geen deelnemer
– 73 kg — Dex Elmont
– 81 kg — Guillaume Elmont
– 90 kg — Marvin de la Croes
–100kg — Henk Grol
+100kg — Grim Vuijsters
Vrouwen
–48 kg — Birgit Ente
–52 kg — Kitty Bravik
–57 kg — Deborah Gravenstijn
–63 kg — Elisabeth Willeboordse
–70 kg — Edith Bosch
–78 kg — Marhinde Verkerk
+78 kg — Geen deelneemster

## Resultaten

### Mannen
| Gewichtsklasse | Goud               | Zilver              | Brons                             |
| -------------- | ------------------ | ------------------- | --------------------------------- |
| – 60 kg        | Arsen Galstjan     | Georgii Zantaraia   | Nestor Khergiani Ludwig Paischer  |
| – 66 kg        | Miklós Ungvári     | Tomasz Kowalski     | Alim Gadanov Deniss Kozlovs       |
| – 73 kg        | Volodymyr Soroka   | Dex Elmont          | Gilles Bonhomme Marcel Trudov     |
| – 81 kg        | Ivan Nifontov      | Antonio Ciano       | Aljaz Sedej Levan Tsiklauri       |
| – 90 kg        | Andrei Kazusenok   | Varlam Liparteliani | Karolis Bauza Elkhan Mammadov     |
| – 100 kg       | Tagir Chajboelajev | Henk Grol           | Jevgeņijs Borodavko Daniel Brata  |
| + 100 kg       | Martin Padar       | Grim Vuijsters      | Ihor Makarov Aleksandr Mikhailine |

### Vrouwen
| Gewichtsklasse | Goud                | Zilver            | Brons                               |
| -------------- | ------------------- | ----------------- | ----------------------------------- |
| – 48 kg        | Frédérique Jossinet | Éva Csernoviczki  | Michaela Baschin Alina Dumitru      |
| – 52 kg        | Natalia Kuzyutina   | Ana Carrascosa    | Kitty Bravik Ilse Heylen            |
| – 57 kg        | Telma Monteiro      | Sarah Clark       | Hedvig Karakas Morgane Ribout       |
| – 63 kg        | Urška Žolnir        | Vera Koval        | Marijana Mišković Alice Schlesinger |
| – 70 kg        | Lucie Décosse       | Kerstin Thiele    | Edith Bosch Cathérine Jacques       |
| – 78 kg        | Esther San Miguel   | Maryna Pryshchepa | Sviatlana Tsimashenka Heide Wollert |
| + 78 kg        | Jelena Ivasjtsjenko | Urszula Sadkowska | Gülşah Kocatürk Franziska Konitz    |

## Medaillespiegel
| Plaats | Land                | Goud | Zilver | Brons | Totaal |
| 1      | Rusland             | 5    | 1      | 2     | 8      |
| 2      | Frankrijk           | 2    | 0      | 2     | 4      |
| 3      | Oekraïne            | 1    | 2      | 0     | 3      |
| 4      | Hongarije           | 1    | 1      | 1     | 3      |
| 5      | Spanje              | 1    | 1      | 0     | 2      |
| 6      | Wit-Rusland         | 1    | 0      | 2     | 3      |
| 7      | Slovenië            | 1    | 0      | 1     | 2      |
| 8      | Portugal            | 1    | 0      | 0     | 1      |
| 8      | Estland             | 1    | 0      | 0     | 1      |
| 10     | Nederland           | 0    | 3      | 2     | 5      |
| 11     | Polen               | 0    | 2      | 0     | 2      |
| 12     | Duitsland           | 0    | 1      | 3     | 4      |
| 13     | Georgië             | 0    | 1      | 2     | 3      |
| 14     | Italië              | 0    | 1      | 0     | 1      |
| 14     | Verenigd Koninkrijk | 0    | 1      | 0     | 1      |
| 16     | België              | 0    | 0      | 2     | 2      |
| 16     | Letland             | 0    | 0      | 2     | 2      |
| 16     | Roemenië            | 0    | 0      | 2     | 2      |
| 19     | Israël              | 0    | 0      | 1     | 1      |
| 19     | Turkije             | 0    | 0      | 1     | 1      |
| 19     | Oostenrijk          | 0    | 0      | 1     | 1      |
| 19     | Azerbeidzjan        | 0    | 0      | 1     | 1      |
| 19     | Kroatië             | 0    | 0      | 1     | 1      |
| 19     | Litouwen            | 0    | 0      | 1     | 1      |
| 19     | Moldavië            | 0    | 0      | 1     | 1      |
| Totaal | Totaal              | 14   | 14     | 28    | 56     |